# ウニクス浦和美園
ウニクス浦和美園（ウニクスうらわみその）は、埼玉県さいたま市岩槻区に所在する商業施設。

## 概要
大規模な区画整理事業であるみそのウイングシティの東側、岩槻南部新和西特定土地区画整理事業27街区の土地を落札し、2015年に着工した。2017年3月9日開業。

## 主なテナント
- ヤオコー[2]
- 浦和レッズサテライトショップ
- マツモトキヨシ
- くまざわ書店

## 周辺
- 浦和美園駅
- イオンモール浦和美園
- 埼玉スタジアム2002